# Elaphria mastera
Elaphria mastera är en fjärilsart som beskrevs av William Schaus 1904. Elaphria mastera ingår i släktet Elaphria och familjen nattflyn. Inga underarter finns listade i Catalogue of Life.